# Grevé
Ne doit pas être confondu avec grève.
Le grevé est un fromage de lait de vache suédois ressemblant à l'emmental, mais plus compact et plus souple. Il comporte également quelques trous et a un très léger goût sucré et de noisette. Il contient de 30 à 40 % de matière grasse. Il est  produit la première fois en 1964 à Örnsköldsvik. Le nom appartient à l'association laitière suédoise (Svensk Mjölk).